# Jugastru
Jugastru (Acer campestre L.)  este un arbore din genul Acer, familia Aceraceae. Mai este numit și arțar de câmp sau arțar comun.

## Caracteristici
- Frunzele sunt glabre, palmat-lobate 5 sau 3 lobi, lungi până la 8 cm.
- Florile apar primăvara dispuse în corimbe compuse, sunt poligame și au culoarea verzui.
- Fructele sunt disamare cu aripi întinse, orizontale.

Jugastrul este un arbore cu lemn alb și tare, cu scoarță roșiatică, care crește frecvent în câmpie și în regiunea de deal până la altitudini de 1000m. La maturitate are o înălțime de 15-25 m. Coroana copacului se formeaza jos și oferă umbră bună.

## Utilizări economice
Jugastrul este un arbore melifer. Lemnul dur de jugastru este folosit în industria mobilei, la confecționarea de unelte agricole, căruțe, mânere de scule și instrumente de desen.

## Alte specii
- jugastru de Banat (Acer monspessulanum)
- jugastru negru (Acer tataricum)